# Amata nigrobasalis
Amata nigrobasalis là một loài bướm đêm thuộc phân họ Arctiinae, họ Erebidae.